# واشینگتن اتچامندی
واشینگتن اتچامندی (اسپانیایی: Washington Etchamendi‎; ۲ مارس ۱۹۲۱ – ۳۰ مهٔ ۱۹۷۶) مربی فوتبال اهل اروگوئه بود.
وی سرمربی تیم‌هایی همچون تیم ملی فوتبال اروگوئه و تیم ملی فوتبال پاراگوئه بوده‌است.